# 토요애
토요애는 의령군의 농산물 공동브랜드이다. 한자 흙 토(土), 빛날 요(曜), 사랑 애(愛)를 결합하며 만들었다.

## 슬로건
토요애 브랜드는 의령군이 농업교육 및 기술지원 사업을 체계적으로 추진함으로써 생산자가 양질의 과일과 채소를 생산해 낼 수 있도록 선별하고 지원하여 토요일 만큼은 맛있는 농산물을 소비자에게 전달하자는 의미를 담고 있다. 의령군에서 생산되는 특산품은 아래와 같다.
- 아카시아꿀, 토종꿀, 단감, 가지, 양상추, 문양수박, 쌀, 단옥수수, 양파, 느타리버섯, 새송이버섯, 밭미나리, 수박, 참외, 망개떡, 메밀국수(소바), 밤, 파프리카 등

## 수상
2007 제9회 대한민국 브랜드 대상' 우수상.